# Colonia la Laborcilla
Colonia la Laborcilla är en ort i Mexiko.   Den ligger i kommunen Villa de Arriaga och delstaten San Luis Potosí, i den centrala delen av landet, 400 km nordväst om huvudstaden Mexico City. Colonia la Laborcilla ligger 2 207 meter över havet och antalet invånare är 721.
Terrängen runt Colonia la Laborcilla är huvudsakligen platt, men söderut är den kuperad. Terrängen runt Colonia la Laborcilla sluttar norrut. Runt Colonia la Laborcilla är det ganska glesbefolkat, med 34 invånare per kvadratkilometer. Närmaste större samhälle är Providencia de Guadalupe, 11,5 km sydväst om Colonia la Laborcilla. Omgivningarna runt Colonia la Laborcilla är i huvudsak ett öppet busklandskap.